# Cruisin' with Junior H
Cruisin' with Junior H es el cuarto álbum de estudio del cantante mexicano Junior H, lanzado el 2 de septiembre de 2020 por Warner Music Latina. Junto con el álbum titulado MUSICA <3, lanzados ese mismo día.

## Lista de canciones
| N.º | Título                                      | Escritor(es)                    | Duración |  |
| 1.  | «Intro»                                     | Antonio Herrera                 | 4:01     |  |
| 2.  | «No Me Pesa»                                | Alexis Fierro                   | 3:42     |  |
| 3.  | «Con Un Presidente» (feat. Esteban Gabriel) | Esteban Gabriel                 | 3:37     |  |
| 4.  | «Libros y Libretas» (feat. Ovi)             | Antonio Herrera - Ovidio Crespo | 3:06     |  |
| 5.  | «Ojos Colorados» (feat. Alto Linaje)        | Emmanuel Silva                  | 3:18     |  |
| 6.  | «Clave Ali»                                 | Antonio Herrera                 | 3:22     |  |
| 7.  | «La Vi Llorar»                              | Antonio Herrera                 | 4:46     |  |
| 8.  | «Clikeando»                                 | Alexis Fierro                   | 3:58     |  |
| 9.  | «Se Amerita»                                | Alexis Fierro                   | 3:56     |  |
| 10. | «Tingo y Tango»                             | Alexis Fierro                   | 3:33     |  |
| 11. | «Rambo El Apodo»                            | Antonio Herrera                 | 4:48     |  |
| 12. | «El Chachito Anda Alegre»                   | Alexis Fierro                   | 5:02     |  |